# Husøy
Husøy (Husøya) is een plaats in de Noorse gemeente Træna, provincie Nordland. Husøy telt 360 inwoners (2007) en heeft een oppervlakte van 0,4 km².